# Радзевиці
Радзевиці (пол. Radzewice, нім. Hohensee) — село в Польщі, у гміні Мосіна Познанського повіту Великопольського воєводства.
Населення — 352 особи (2011).
У 1975-1998 роках село належало до Познанського воєводства.

## Демографія
Демографічна структура станом на 31 березня 2011 року:
|          | Загалом | Допрацездатний вік | Працездатний вік | Постпрацездатний вік |
| -------- | ------- | ------------------ | ---------------- | -------------------- |
| Чоловіки | 173     | 39                 | 116              | 18                   |
| Жінки    | 179     | 41                 | 108              | 30                   |
| Разом    | 352     | 80                 | 224              | 48                   |